# Olios luteus
Olios luteus är en spindelart som först beskrevs av Eugen von Keyserling 1880.  Olios luteus ingår i släktet Olios och familjen jättekrabbspindlar.
Artens utbredningsområde är Peru. Inga underarter finns listade i Catalogue of Life.